# Racquets
Il racquets, chiamato anche rackets o hard racquets, è uno sport che si gioca al chiuso ed è diffuso in paesi anglosassoni come gli Stati Uniti, il Canada e il Regno Unito. Si pratica usando una racchetta e la palla.

## Regolamento
Si gioca in un campo di 9,14 per 18,28 metri (30 per 60 piedi ovvero 10 yd x 20 yd) con un soffitto alto almeno 9,14 m (30 piedi), costituito da una sorta di cortile chiuso; i singoli e doppi sono giocati nel medesimo campo. L'equipaggiamento utilizzato comprende racchette di legno da 77,5 cm (30 pollici e ½) e una palla dura di 3,7 cm (7/16 di pollice). Lo svolgimento del gioco è molto veloce e potenzialmente pericoloso; i giochi sono di 15 punti e solo chi serve può fare punteggio; chi riceve può servire dopo aver vinto un rally e le partite sono di solito da 5 giochi.
Lo squash derivò nel XIX secolo dal gioco del racquets quindi i due sport sono simili nel modo di giocare e nelle regole. Comunque le regole e il punteggio dello squash si sono evoluti a partire dalle origini mentre il gioco del racquets si è modificato pochissimo nello stesso periodo: la principale differenza è che ora esistono dei brevi intervalli di riposo tra un gioco e l'altro. In passato abbandonare il campo da gioco significava invece dare vittoria al rivale quindi i giocatori tenevano racchette di riserva, magliette e scarpe all'interno del campo.
In Gran Bretagna esiste la "Tennis and Rackets Association" e in America settentrionale la "North American Racquets Association".

## Storia
In passato gli studiosi ritenevano questo sport come derivazione di un gioco praticato senza regole fisse dai detenuti nelle prigioni londinesi di "King's Bench prison" e Fleet Prison, ma studi più recenti hanno dimostrato che racquets e "real tennis" o pallacorda hanno la stessa origine; questo gioco si diffuse nei pub e nelle scuole sfruttando inizialmente i muri degli edifici, poi in Harrow School nel 1822 fu stabilito il regolamento su campo circondato da quattro muri, appositamente costruiti per il rackets, quindi alcuni circoli privati costruirono dei campi: infatti "real tennis" e racquets vennero considerati come ispirazione per il tennis e squash.
Nel 1908 questo sport fece parte del programma olimpico. Importante per la storia scientifica fu un campo da racquets abbandonato, costruito all'interno dello Stagg Field dell'università di Chicago, poiché vi venne condotta la prima reazione nucleare a catena, il 2 dicembre 1942.
Come succede negli sport, l'interesse si spostò e oggi il racquets è forse il più oscuro e il meno approcciabile tra i giochi con la racchetta. La manutenzione dei campi, le palle fatte a mano e le racchette in legno soggette a rompersi lo rendono un gioco costoso. Inoltre richiede molta pratica per poter essere giocato in modo sicuro e godibile. D'altra parte, chi intraprende questo sport lo fa con entusiasmo. Ci sono circa venti campi in scuole e club privati del Regno Unito; gli Stati Uniti hanno sei campi e il Canada uno, in club privati. Potrebbero esistere altri campi inutilizzati, in altre parti dell'ex Impero Britannico, ancora in buone condizioni; il racquets è esclusivamente, o quasi, uno sport maschile.

## Campioni mondiali
I campioni mondiali di singolo e doppio vengono decisi tramite una sfida tra i contendenti, uomini e donne. Se l'organo che governa lo sport accetta la qualificazione dello sfidante, questi gioca contro il campione in un incontro al meglio delle 12 partite: 6 partite su ogni sponda dell'oceano Atlantico e se i due contendenti vincono 6 partite ciascuno si contano i punti delle singole partite.
La specialità più antica è quella del singolare maschile: la lista dei campioni mondiali è riportata nello schema sottostante.
- 1820-1824  Robert Mackay
- 1825-1834  Thomas Pittman
- 1834-1838  John Pittman
- 1838-1840  John Lamb
- 1846-1860  John Charles Mitchell
- 1860–1862  Francis Erwood
- 1862-1863  William Hart-Dyke
- 1863-1866  Henry John Gray
- 1866-1875  William Gray
- 1876-1878  Henry B Fairs
- 1878-1887  Joseph Gray
- 1887–1902  Peter Latham
- 1903–1911  Jamsetji Merwanji
- 1911–1913  Charles Williams
- 1913–1929  Jock Soutar
- 1929–1935  Charles Williams
- 1937–1947  David S Milford
- 1947–1954  James Dear
- 1954–1972  Geoffrey Atkins
- 1972–1973  William Surtees
- 1973–1975 Howard Angus MBE
- 1975–1981  William Surtees
- 1981–1984  John Prenn
- 1984–1986  William Boone
- 1986–1988  John Prenn
- 1988–1999  James Male
- 1999–2001  Neil Smith
- 2001–2005  James Male (retired)
- 2005–2008  Harry Foster
- 2008–2019  James Stout (retired)
- 2019–presente  Tom Billings